# Michael Wandmacher
Michael Wandmacher (* 29. Oktober 1967) ist ein US-amerikanischer Filmkomponist. Neben seiner Arbeit für Film und Fernsehen, tritt er auch als Komponist für Video- und Computerspiele in Erscheinung.

## Karriere
Michael Wandmacher wurde von Alan Silvestri nach Los Angeles eingeladen, um eine englische Version der Filmmusik für mehrere Jackie-Chan-Filme zu komponieren und an den Aufzeichnungen teilzunehmen. In diesem Zusammenhang komponierte er dann Musik zu Der rechte Arm der Götter, Drunken Master, Mega Cop und Twin Dragons – Das Powerduo.
2015 komponierte Wandmacher die Musik für das Action-Rollenspiel Bloodborne. Bereits zuvor komponierte er die Musik für weitere Video- bzw. Computerspiele. So entstanden beispielsweise Shattered Reality (1999), Madagascar (2005), Singularity (2010) oder Twisted Metal (2012).
Wandmacher war unter dem Pseudonym „Khursor“ auch als Remixer tätig. So arbeitete er mit der Band Godhead an deren Album The Shadow Realigned zusammen.
Sein Remix zum Song Every Breath You Take von Sting wurde u. a. im Trailer zur dritten Staffel der Serie The Americans verwendet.

## Kompositionen (Auswahl)
Filme und Fernsehserien
- 2001: The Hire: Ambush (Kurzfilm)
- 2001: Spion wider Willen (Dak miu mai shing)
- 2001: Max Keebles großer Plan (Max Keeble’s Big Move)
- 2003: Justin & Kelly: Beachparty der Liebe (From Justin to Kelly)
- 2005: Cry_Wolf
- 2008: The Fighters (Never Back Down)
- 2008: Punisher: War Zone
- 2009: My Bloody Valentine 3D
- 2009: Spectacular!
- 2010: Piranha 3D
- 2011: Drive Angry
- 2011–2012: Breaking In (Fernsehserie, 19 Folgen)
- 2013: Der letzte Exorzismus: The Next Chapter (The Last Exorcism: Part II)
- 2013–2023: Die Goldbergs (The Goldbergs, Fernsehserie, 210 Folgen)
- 2014: 13 Sins
- 2016: Underworld: Blood Wars
- 2017: Voice from the Stone – Ruf aus dem Jenseits (Voice from the Stone)
- 2018: Patient Zero

Computerspiele
- 2005: Madagascar
- 2010: Singularity
- 2012: Twisted Metal
- 2015: Bloodborne

## Auszeichnungen
Michael Wandmacher wurde für seine Arbeit an Voice from the Stone – Ruf aus dem Jenseits für einen World Soundtrack Award nominiert. Für den gleichen Film wurde er 2017 mit einem Hollywood Music In Media Award ausgezeichnet. Ein Jahr zuvor, im Jahr 2016 erhielt er für die Komposition zum Videospiel Bloodborne einen NAVGTR Award.